# Joanna Tomoń
Joanna Tomoń (ur. 1 czerwca 1959) – polska lekkoatletka specjalizująca się w biegach średniodystansowych, medalistka mistrzostw Polski, reprezentantka Polski.

## Kariera sportowa
Była zawodniczką Lubtouru-Lumelu Zielona Góra (1975-1977), Górnika Wałbrzych (1978-1980) i Calisii (1981-1985)
Na mistrzostwach Polski seniorek na otwartym stadionie zdobyła jeden medal - brązowy w biegu na 800 metrów w 1977. Na halowych mistrzostwach Polski seniorek wywalczyła również jeden medal - brązowy w biegu na 800 metrów w 1981.
Reprezentowała Polskę na mistrzostwach Europy juniorów w 1977, gdzie odpadła w eliminacjach biegu na 800 metrów, z wynikiem 2:09,2. 
Rekordy życiowe:
- 800 m – 2:05,88 (9.06.1980)
- 1500 m – 4:20,4 (22.07.191979)